# Парламентские выборы в Испании (1873)
Выборы в Генеральные кортесы Испанской республики 1873 года прошли 10 и 13 мая, став первыми и последними выборами в короткий период существования Первой Испанской республики. Выборы прошли условиях всеобщего мужского избирательного права и при полном доминировании республиканцев, которые просто не допустили большую часть своих оппонентов до участия в них.

## Предыстория
11 февраля 1873 года король Амадей I Савойский из-за углубляющегося социального кризиса и Третьей карлистской войны отрёкся от престола. В тот же день на совместном заседании Конгресса депутатов и Сената, объединившихся в единый орган законодательной власти под названием Национальное собрание, провозгласили Испанию республики (за — 258 голосов, против — 32). Президентом исполнительной власти (исп. Presidente del Poder ejecutivo), то есть новым главой государства и одновременно правительства, стал республиканец Эстанислао Фигерас и Moрагас. Первоначально власть в только что провозглашённой Испанской республике делили между собой республиканцами и радикалам. С апреля 1873 года у власти были только республиканцы, порвавшие союз с радикалами из-за двух попыток переворота. В мае 1873 года были проведены выборы в Кортесы Республики, которые должны были принять новую республиканскую конституцию.
Как и в предыдущих выборах, в них не участвовали карлисты и значительная часть конституционалистов, консерваторов и «альфонсинас», сторонников инфанта Альфонсо, единственного сына королевы Изабеллы II и инфанта Франсиско де Асиса, герцога Кадисского, который после низложения матери в 1868 году покинул Испанию. Не были допущены к выборам и часть радикалов. В то же время в выборах приняли участие «непримиримые республиканцы» (в составе Республиканской федеральной партии) и анархисты-бакунисты, последователи М. А. Бакунина). Социалисты и зарождающиеся профсоюзы, связанные с 1-м Интернационалом, бойкотировали выборы. В результате выборы 1873 года стали, возможно, выборами с самой низкой явкой в истории Испании. Так, в Мадриде проголосовали только 28 % избирателей, а в Каталонии — 25 %. Это привело республику к серьёзной нехватке легитимности.

## Результаты
Всего были избраны 383 депутата, так как выборы не состоялись в 8 районах, которые контролировались карлистами (Аойс, Бастан, Эстелья, Берга, Олот, Пучсерда, Сорт и Тремп). Ещё 18 депутатов были избраны на Кубе и 11 в Пуэрто-Рико.
В условиях, когда в выборах почти не участвовали представители правого (конституционалисты, консерваторы, карлисты и «альфонсинас») и левого крыла (радикалы), убедительную победу одержала Республиканская федеральная партия во главе с Франсиско Пи-и-Маргалем, завоевав почти 90 % мест.
Итоги выборов в Конгресс депутатов 24 и 27 августа 1871 года
| Партии и коалиции                                            | Партии и коалиции                             | Партии и коалиции                                    | Лидер                                     | Места | Места | Места |
| Партии и коалиции                                            | Партии и коалиции                             | Партии и коалиции                                    | Лидер                                     | Места | +/−   | %     |
| ------------------------------------------------------------ | --------------------------------------------- | ---------------------------------------------------- | ----------------------------------------- | ----- | ----- | ----- |
|                                                              | Республиканская федеральная партия            | исп. Partido Republicano Federal                     | Франсиско Пи-и-Маргаль                    | 346   | ▲268  | 88,49 |
|                                                              | Независимые радикалы                          | исп. Partido Demócrata-Radical                       | Кристино Мартос                           | 20    | ▼252  | 5,12% |
|                                                              | Независимые конституционалисты и консерваторы | исп. Independientes Constitucionales y Conservadores | Пракседес Матео Сагаста/Франсиско Серрано | 7     | ▼7    | 1,79% |
|                                                              | Независимые «альфонсинос»                     | исп. Alfonsinos independientes                       | Антонио Кановас дель Кастильо             | 3     | ▼6    | 0,77% |
|                                                              | Независимые республиканцы                     | исп. Independientes independientes                   |                                           | 1     | ▼1    | 0,26  |
|                                                              | Другие                                        | Другие                                               | Другие                                    | 6     | ▼5    | 1,54  |
|                                                              |                                               |                                                      |                                           |       |       |       |
| Всего                                                        | Всего                                         | Всего                                                | Всего                                     | 383   | ▼8    | 100   |
|                                                              |                                               |                                                      |                                           |       |       |       |
| Источник: - Historia Electoral - Spain Historical Statistics |                                               |                                                      |                                           |       |       |       |

## Результаты по регионам
Республиканцы-федералисты заняли первое место по количеству избранных депутатов в 46 провинциях. В Алаве мандаты поделили между собой радикалы и республиканцы. Партийная принадлежность депутатов от Канарских островов неизвестна. В Мадриде все 7 мест достались республиканцам-федералистам, в Барселоне они же завоевали 5 мандатов из 5.

## После выборов
Председателем Кортесов был избран Хосе Мария Оренсе (представитель «непримиримых» республиканцев). 13 июня 1873 года его сменил Николас Сальмерон (республиканец-централист). После того как Сальмерон был избран Президентом Республики 26 августа 1873 года новым председателем Кортесов стал Эмилио Кастелар (умеренный республиканец). 10 сентября 1873 года Кастелара, избранного президентом, сменил Николас Сальмерон.
8 июня 1873 года Кортесы провозгласили Испанию Федеральной Республики. Тем не менее, парламент не смог утвердить новую конституцию.
11 июня 1873 года новым президентом исполнительной власти (главой государства и правительства) был утверждён Франсиско Пи-и-Маргаль (республиканец-федералист). После кантональной революции он покинул свой пост. 18 июля 1873 года Республику возглавил Николас Сальмерон (республиканец-централист), ушедший в отставку из-за своего нежелания подписывать смертные приговоры. 7 сентября 1873 года президентом стал умеренный республиканец Эмилио Кастелар.
4 января 1874 года Республику возглавил консервативный республиканец Франсиско Серрано и Домингес. Ему удалось покончить с Кантональной революцией, взяв последний оплот кантоналистов — Картахену. Но неудачи в войне с карлистами и сложное экономическое положение привели республику к тяжелейшему политическому кризису, выйти из которого Серрано попытался провозгласив унитарную республику и начав править без созыва кортесов. 26 февраля 1874 года его на посту президента сменил другой республиканец-консерватор Хуан де Савала и де ла Пуэнте. 3 сентября 1874 года последним президентом Первой Республики стал либерал-конституционалист Пракседес Матео Сагаста. В конце декабря того же 1874 года большая часть армии встала на сторону инфанта Альфонса, провозглавив его новым королём Испании. Республиканские власти, чувствуя свою слабость и не имея поддержки ни в армии, ни в обществе, покинули Испанию. Первая республика пала. 14 января 1875 года в Мадрид прибыл Альфонс XII, начав своё правление.